# 特拉维夫白城
32°04′40″N 34°46′26″E / 32.07778°N 34.77389°E

特拉维夫白城（希伯来语：העיר הלבנה，英语：White City）是特拉维夫市内一群现代主义风格的建筑物，由于其外墙多为白色，故名“白城”。2003年7月，联合国教科文组织将特拉维夫白城认定为世界文化遗产。

## 建筑
特拉维夫是世界上国际风格建筑最为集中的区域之一。这种建筑风格由1930年代从欧洲建筑学校毕业的学生带到特拉维夫。他们深受1920年代欧洲现代主义运动影响。该运动的主旨是以不对称的布局和有规律的反复来取代古典建筑的对称，还要避免使用任何没用用途的装饰。现代主义风格、多功能、简洁而没有装饰的建筑被认为相当适合一座年轻而发展迅速的城市。国际风格建筑在建筑师的不断争论下在以色列得以大量出现。这创造了一种新的建筑风格，结合了现代主义运动的主旨和文化的综合，以及气候、当时的科学技术和生产方法等因素。国际风格建筑大多2-4层楼高，占地面积不大以及涂有浅色的灰泥。这些建筑大多是住宅，也有一些有公共用途。许多这种风格的建筑可以在特拉维夫市北面的区域找到。现代主义建筑和先锋的城市规划一起组成了被称作是“白城”的区域。由于1930年代大量从德国来的移民涌入，许多国际风格的建筑大量出现。约2700幢该风格的建筑建于1931年到1937年间。今天特拉维夫大约有4000幢这样的建筑。大多在南到阿伦比街（Allenby Street），东到贝京路（Begin Road）和伊本·戈维罗街（Ibn Gvirol Street），北到雅孔河（Yarkon River），西到海边的区域内。大约1000幢建筑被计划保护。

## 历史

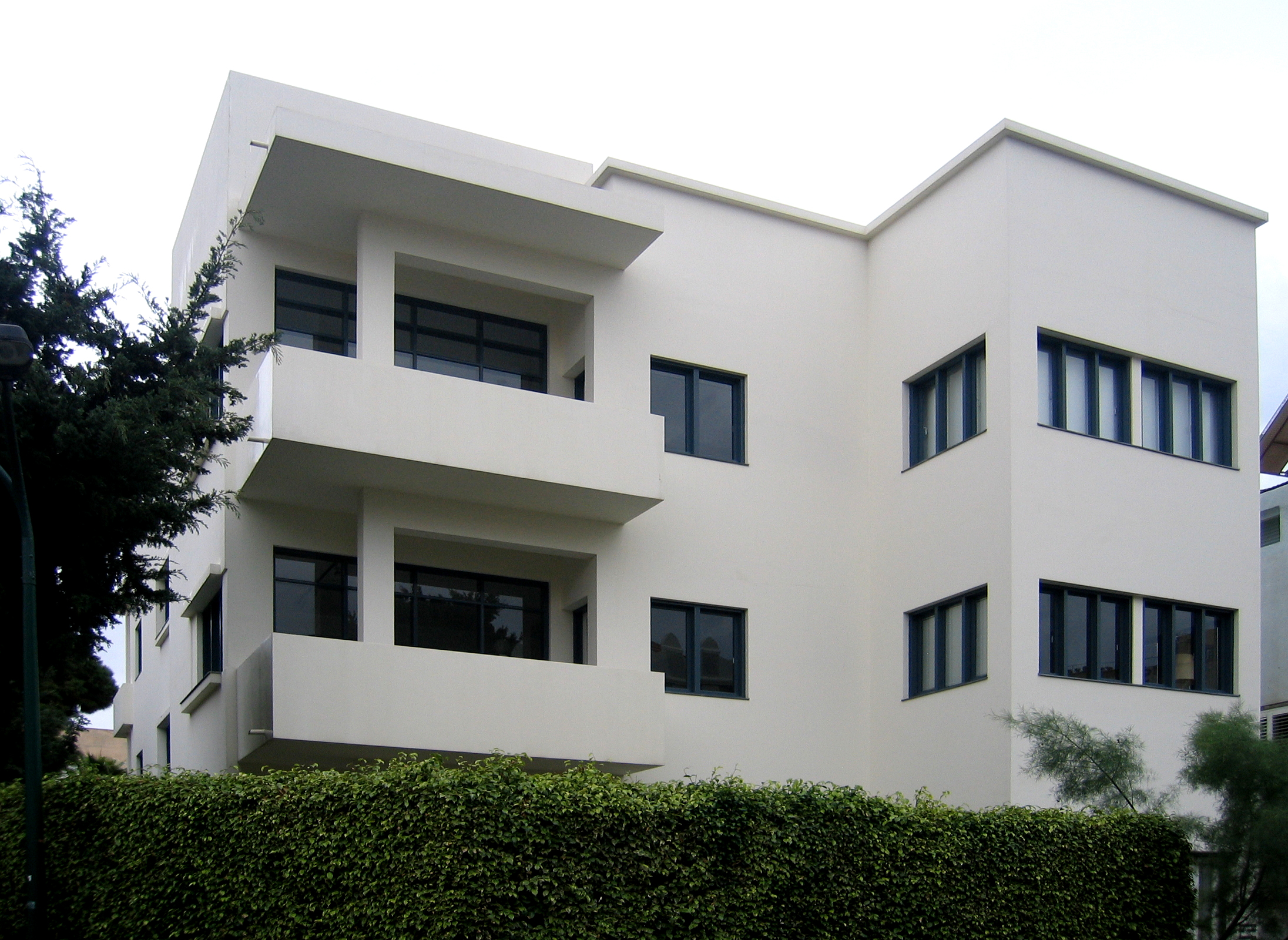
包豪斯博物馆 - 特拉维夫.

在第一次世界大战后，原属土耳其的巴勒斯坦地区划归英国托管。由于欧洲反犹主义的滋长，许多犹太人在20世纪早期迁往巴勒斯坦。尤其是纳粹在1930年代对犹太人的大规模迫害导致了大量犹太人移民巴勒斯坦。当时出现了要求在巴勒斯坦地区重建犹太国家的政治运动，被称为犹太复国主义。
苏伊士运河的凿通，使雅法兴旺起来，成为了一个重要的港口城市。一道于1856年颁布的法律允许外国人在此获得土地。1887年到1896年，犹太人兴建了的一个定居点。在1909年，特拉维夫被建。
从1920年到1925年，特拉维夫的人口从2000人升至34000人，有风格杂乱的建筑。第一个总体规划由里查德·考夫曼于1921年提出。而苏格兰建筑师帕特里克·盖德斯于1925提出的计划得到批准，在1938年被核准改善。建筑工程在1930年代早期开始，设计者大多是从欧洲来的移民。
特拉维夫的建筑师大多受包豪斯学院的影响，也有师从勒·柯布西耶和埃瑞许·孟德尔松。约瑟夫·诺伊费德（Joseph Neufeld）和卡尔·鲁宾（Carl Rubin）曾和孟德尔松一起工作；阿里·沙龙（Arie Sharon）、斯缪尔·米斯泰金（Shmuel Mistechkin）和施罗莫·伯恩斯坦（Shlomo Bernstein）等19人曾在包豪斯学院学习。大多数建筑师深受现代主义运动的影响，在这里他们实践了现代主义。

## 白城著名建筑物
参观白城主要有三条路线，分别称之为迪岑哥夫（Dizengoff）、罗斯柴尔德（Rothschild）和比亚利科（Bialik），这三条路线分别经过不同的白城著名建筑。

### 迪岑哥夫
在这条路线上的著名建筑物有：

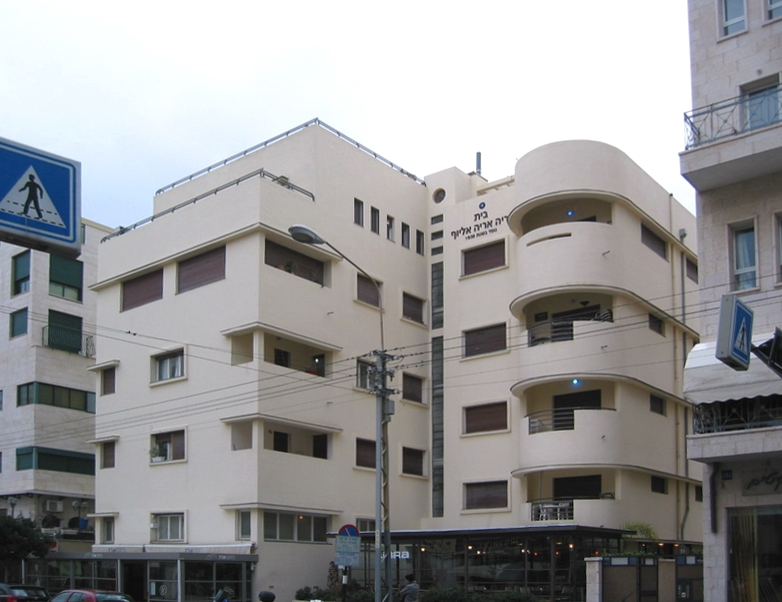
一棟現代主義公寓

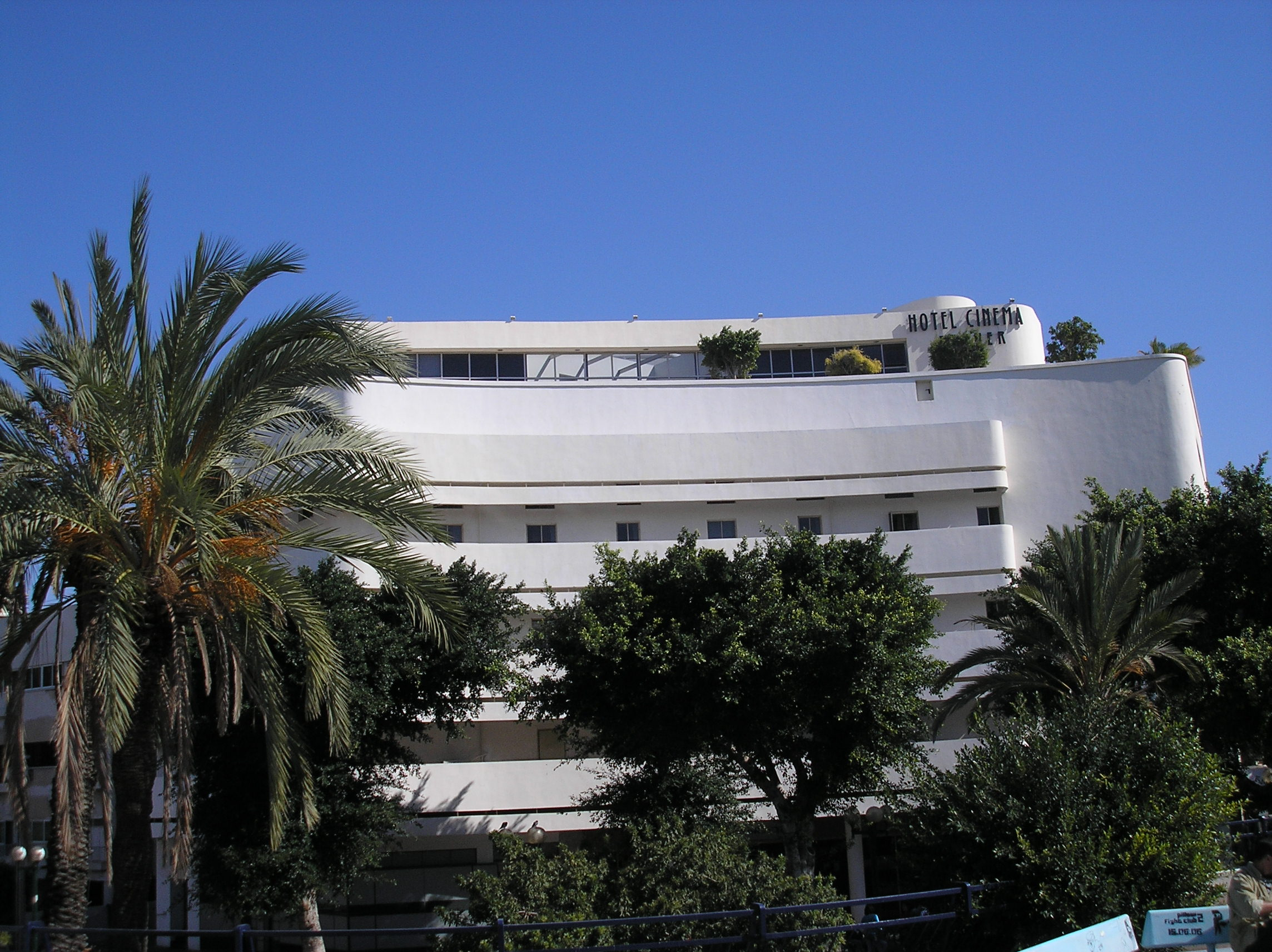
劇院飯店(Cinema Hotel)

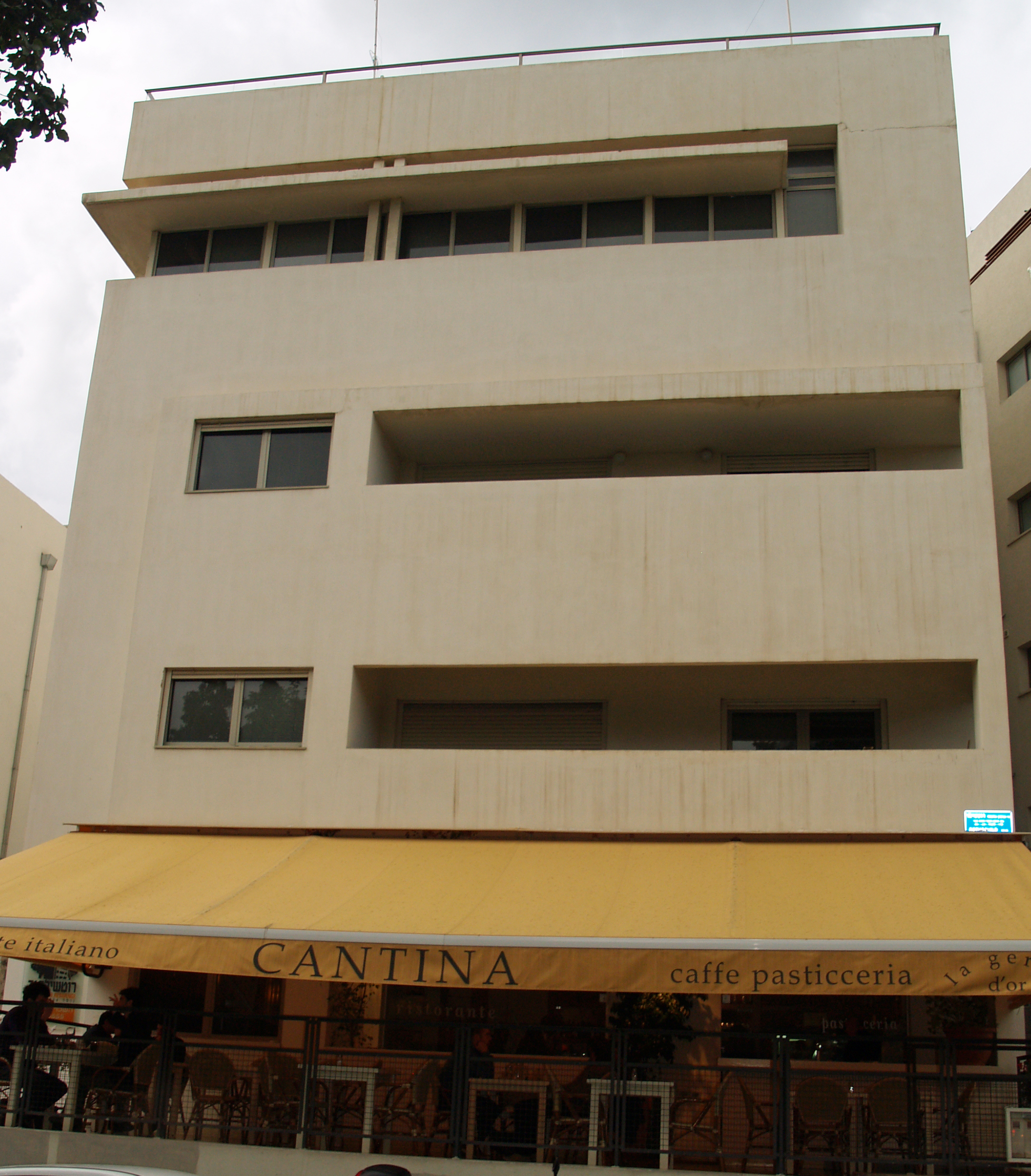
71 Rothschild Boulevard

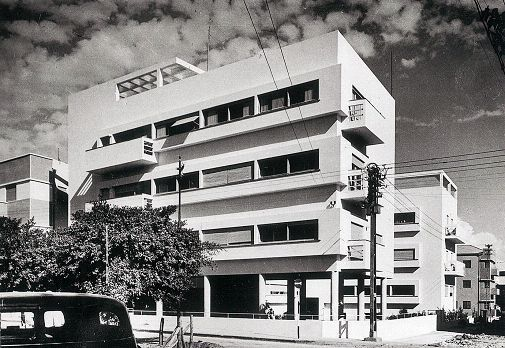
天使屋

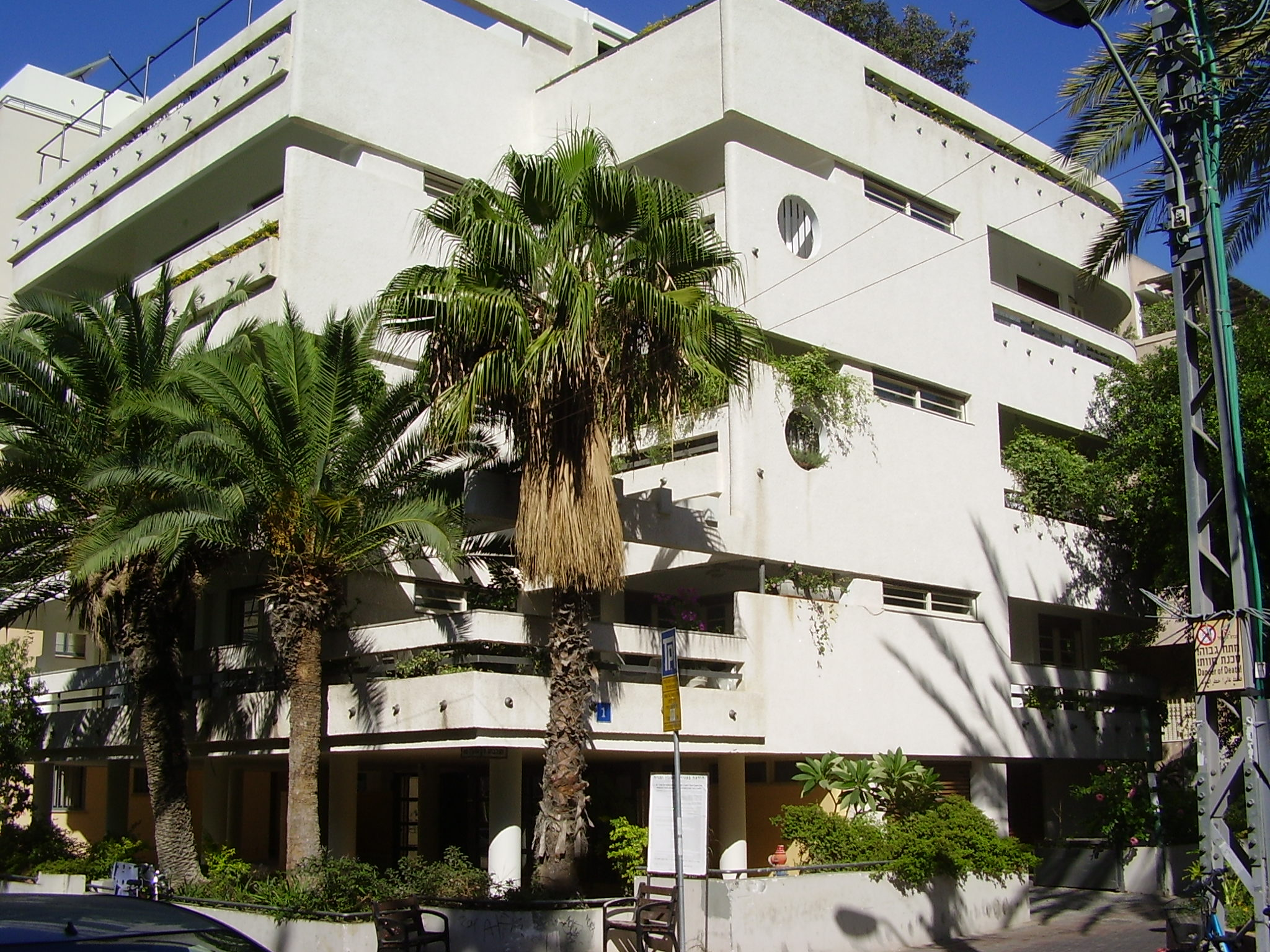
rabinsky house

- Zlatopolsky House,9 Gordon
- Kiriyaty House,12-14 Rupin
- Hod Workers Apartment,35 Frishman
- The Thermometer House,5 Frug
- Lustig And Rosenthal House,3 Ben Ami
- Mirenberg House,60 Hovevei Zion
- Rivkin And Portnoy House,53 Hovevei Zion
- Gerber House,42-44 Hovevei Zion
- Dunkeblum House,3 Yael
- Rosenwasser House,5 Yael

### 罗斯柴尔德
在这条路线上的著名建筑物有：
- Bizonsky House,4 Ein Vered
- Yerachmilevsky House,24-25 Balfour
- Landa House,15 Melchett
- Elyashav House,27 Mazen
- Sharbal House,78 Ahad Ha Am
- Samuelson House,罗斯柴尔德大道67号
- Krieger House,罗斯柴尔德大道71号
- Rubinsky House,罗斯柴尔德大道82号
- Engel House,罗斯柴尔德大道84号
- Berlin House,罗斯柴尔德大道83号
- Yitzhaki House,罗斯柴尔德大道89-91号
- Ripstein House,罗斯柴尔德大道99号
- Rubinsky House,1 Hagilboa

### 比亚利科
在这条路线上的著名建筑物有：
- Dr. Kroskal House, 25 Idelson Street
- Beit Liebling,28 Idelson Street
- Yerhovsky House,17 Bialik Street
- Shomo Yafe House,21 Bialik Street
- Home of Haim Nachman Bialik,22 Bialik Street
- Peltzman & Wecht House,18 Bialik Street
- Palskovski House,16 Bialik Street
- Reuven Eubin House,14 Bialik Street
- Home of Dr. Krinsky,8 Bialik Street
- Goldin House,6 Bialik Street
- Avezerman House,5 Bialik Street
- Café,2 Bialik Street